# بووینا (کلرادو)
بووینا (به انگلیسی: Bovina) یک منطقهٔ مسکونی در ایالات متحده آمریکا است که در شهرستان لینکلن، کلرادو واقع شده‌است. بووینا ۱٬۵۸۲ متر بالاتر از سطح دریا واقع شده‌است.